# Tomasz Olejnik
Pour les articles homonymes, voir Olejnik.
Tomasz Olejnik (né le 7 mai 1985 à Bydgoszcz) est un coureur cycliste polonais. Il a été professionnel au sein de l'équipe Véranda Rideau-Super U en 2012. Son frère Mickael court dans le même club.

## Biographie
En proie à des difficultés financières l'USSA Pavilly Barentin le libère de son contrat à la fin de l'année 2015.

## Palmarès
- 2007
  - 2e du Tour du Pays du Roumois
- 2008
  - Grand Prix de Luneray
  - 4e étape du Tour de Dordogne
- 2009
  - Boucles de l'Austreberthe
  - 3e étape du Circuit de Saône-et-Loire
  - 3e du Tour de la Manche
  - 3e du Trio normand
- 2010
  - Challenge Mayennais
  - Paris-Évreux
  - 2e du Tour du Pays du Roumois
- 2011
  - Grand Prix de Saint-Hilaire-du-Harcouët
  - 3e étape de la Boucle de l'Artois
  - 7e et 9e étapes du Tour de Martinique
  - 4e étape du Tour de Seine-Maritime
  - 3e du Souvenir Louison-Bobet
  - 3e du Circuit du Morbihan
- 2013
  - 1re étape du Circuit des plages vendéennes
  - Circuit des Remparts
  - 3e épreuve du Challenge Mayennais
  - 2e du Circuit des plages vendéennes
  - 2e du Souvenir Louison-Bobet
  - 2e du Prix des vallons de Schweighouse
  - 2e du Grand Prix de Guerville
  - 3e du Prix des Grandes Ventes
- 2014
  - 3e étape du Circuit de Saône-et-Loire
  - Classement général du Tour de la Manche
  - 3e étape du Saint-Brieuc Agglo Tour
  - 2e du Circuit de Saône-et-Loire
  - 2e du Prix de la Saint-Laurent
  - 3e du Critérium Nant'Est Entreprises
- 2015
  - 2ea étape du Tour de la Manche (contre-la-montre)
  - 3e du Tour de la Manche

## Classements mondiaux
| Année           | 2011 | 2012 | 2013   |
| --------------- | ---- | ---- | ------ |
| UCI Europe Tour | 719e | 898e | 1 152e |